# Charles L. Robinson

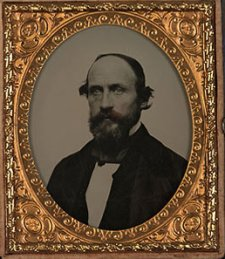
Charles L. Robinson

Charles Lawrence Robinson (* 21. Juli 1818 in Hardwick, Worcester County, Massachusetts; † 17. August 1894 im Douglas County, Kansas) war ein US-amerikanischer Politiker und von 1861 bis 1863 der erste Gouverneur des Bundesstaates Kansas.

## Frühe Jahre
Charles Robinson besuchte das Amherst College und die Berkshire Medical School, an welcher er bis zu seinem Abschluss im Jahr 1843 Medizin studierte. Danach arbeitete er als Arzt in Belchertown und später in Springfield. Dabei erwarb er sich einen guten Ruf als Spezialist für chronische Erkrankungen. Im Jahr 1847 verlegte er seine Praxis nach Fitchburg. Im Sog des Goldrausches zog Robinson 1849 nach Kalifornien. Er ließ sich in Sacramento nieder, wo er ein Restaurant eröffnete und eine Zeitung herausgab. Robinson setzte sich für die dortigen Siedler ein und gewann bald deren Respekt. Als es zu gewalttätigen Unruhen unter den Siedlern kam, wurde der Bürgermeister von Sacramento ermordet und Robinson verwundet. In diesem Zusammenhang wurde er als Mitschuldiger der Unruhen unter anderem wegen Hochverrats und Mord angeklagt, aber nach einigen Wochen freigesprochen.

## Politischer Aufstieg
Robinsons politische Laufbahn begann in Kalifornien. Dort wurde er im Jahr 1850 für ein Jahr in das Abgeordnetenhaus gewählt, wo er ein Anhänger von John C. Frémont wurde, der damals zum US-Senator ernannt wurde. Im Juli 1851 entschloss sich Robinson zur Rückkehr nach Fitchburg. Dort war er sowohl als Arzt und als Zeitungsverleger tätig. Zu dieser Zeit stand neben der nationalen Frage zwischen den Nord- und Südstaaten auch die Entwicklung im Kansas-Territorium im Blickpunkt des öffentlichen Interesses in den ganzen Vereinigten Staaten. Dort war es nach der Verabschiedung des Kansas-Nebraska Act Anfang 1854 immer wieder zu blutigen Ausschreitungen zwischen Anhängern und Gegnern der Sklaverei gekommen. Robinson, der auf seinem Weg nach Kalifornien auch durch Kansas gekommen war, berichtete in seiner Zeitung über die Vorgänge und entschloss sich dann selbst in dieses Gebiet zu ziehen. Am 28. Juni 1854 machte er sich auf den Weg in seine neue Heimat in Kansas. Dort wurde er sehr schnell ein engagierter Kämpfer der Anti-Sklaverei-Bewegung. Dadurch geriet er mitten in die Streitigkeiten. Er wurde von seinen Gegnern angegriffen, inhaftiert und sein Haus wurde zerstört. Auf der anderen Seite war er bei seinen politischen Freunden sehr beliebt.

## Gouverneur von Kansas
Am 6. Dezember 1860, also noch vor der Aufnahme in die Union, fanden in Kansas die ersten Gouverneurswahlen statt. Charles Robinson wurde als Kandidat der Republikanischen Partei in dieses Amt gewählt. Er besiegte den früheren Territorialgouverneur Samuel Medary deutlich. Robinson wartete mit dem Regierungsantritt aber, bis der Beitritt des Staates zur Union vollzogen war. Er trat sein neues Amt erst am 9. Februar 1861 an. Robinson hatte eine schwere Aufgabe vor sich. Es musste eine funktionierende Verwaltung und eine Rechtsordnung in dem neuen Bundesstaat aufgebaut werden. Im November 1861 wurde Topeka als neue ständige Hauptstadt des Staates bestimmt. Gleichzeitig bestimmte der im April 1861 offiziell ausgebrochene Bürgerkrieg das politische Geschehen dieser Zeit. Kansas nahm in diesem Krieg offiziell auf der Seite der Union teil und viele Bürger des Staates kämpften in der US-Armee. Es gab aber auch Anhänger des Südens, die das Land verließen und sich der Armee der Konföderation anschlossen. Außerdem kam es auch auf dem Gebiet von Kansas zu Kampfhandlungen mit Guerillakämpfern aus dem Süden.
Robinson hatte aber auch noch andere innenpolitische Probleme. Seine Gegner, allen voran Senator James Henry Lane aus seiner eigenen Partei, warfen ihm einige Vergehen vor; darunter war auch der Vorwurf, er hätte Staatsanleihen von Kansas unter Wert verkauft. Eine gegen ihn erhobene Klage hatte allerdings juristisch keinen Erfolg, da Robinson freigesprochen wurde. Allerdings schadete die Angelegenheit seiner politischen Karriere. Das war mit ein Grund für seine Niederlage bei den nächsten Gouverneurswahlen im Jahr 1862.

## Weiterer Lebenslauf
Nach dem Ausscheiden aus dem Amt des Gouverneurs saß Robinson zwischen 1873 und 1881 im Senat von Kansas. Nach dem Streit mit Senator Lane verließ Robinson die Republikanische Partei. In seinen späteren Jahren unterstützte er die Demokratische Partei. 1886 bewarb er sich erfolglos um einen Sitz im US-Kongress; 1890 scheiterte ein Versuch, nochmals zum Gouverneur gewählt zu werden. Von 1887 bis 1889 war er Leiter des Haskell Institute in Lawrence; zudem fungierte er zwölf Jahre lang als Mitglied des Verwaltungsrates der University of Kansas. Charles Robinson starb im 1894. Mit seiner Frau Sara hatte er zwei Kinder.